# Behrend Levi
Be(h)rend Levi (auch Bär Levi; * um 1600; † 1666) war ein deutsch-jüdischer Armeelieferant im Dreißigjährigen Krieg beziehungsweise Hoffaktor des Kurfürsten von Brandenburg. Als Herkunftsorte werden Warendorf (1647) und Bonn (1650) genannt, als letzter Lebensort die ostwestfälische Stadt Minden.

## Leben
Behrend war der Sohn des Vorstehers und kurkölnischen Steurerbeauftragten Levi von Bonn († um 1621) und heiratete 1618 Feile in Coesfeld, eine Tochter des Isaak Jakob von Dülmen. Der Klevische Ständetag zog den geschäftstüchtigen Bankier 1641 zu Rate, um Kontributionen abzuwälzen. 1647 erhielt er vom Kurfürsten das Wohnrecht in Emmerich. Auch zum Bischof von Münster und von Paderborn und mit den Landständen von Hessen-Kassel stand er in geschäftlichen Beziehungen. Vor allem beriet Levi den Großen Kurfürsten in wirtschaftlichen und finanziellen Fragen; so plante er, wenn auch erfolglos, eine Ausfuhrsteigerung der Produkte des märkischen Alaun- und Vitriolwerks bei Schwelm. Zusammen mit seinem Sohn Abraham finanzierte er die brandenburgische Gesandtschaft zu den Friedensverhandlungen in Münster und Osnabrück. Dafür erhielt Levi am 3. Dezember 1647 einen Geleitbrief für Herford mit dem Recht, von den fremden, dort übernachtenden Juden täglich zwei Groschen einzuziehen und gegenüber der Hofkammer abzurechnen. Die kurz zuvor von Brandenburg unterworfene Reichsstadt Herford wehrte sich erst gegen die erzwungene Ansiedlung eines Juden, bat ihn aber später um Kredit wegen Steuerschulden. Sein Sohn Levi Levi blieb in Herford.
Der Große Kurfürst ernannte Levi 1650 zum Vorsteher aller Juden in seinen Herrschaften westlich der Elbe. Damit hatte Levi die Macht, ihre Wohnsitze festzulegen, die Steuern zu fordern und personelle und Geschäftsfreiheiten zu verleihen. Er nahm mit großer Härte die Steuern ein von den Juden in Halberstadt, Minden, Ravensburg und Kleve, was den Widerstand der Gemeinden auslöste. Auf Beschwerde der Emmericher Familie Gomperz wurde ihm im Herzogtum Kleve und Mark das Amt 1652 entzogen. Gleiches folgte für das erst 1651 gewonnene Mandat über das Hochstift Paderborn 1654. Dennoch blieb ihm der Kurfürst gewogen und erneuerte seine Patente 1657. Levi wurde mehrfach, auch wegen Münzverschlechterung, zu Haftstrafen verurteilt, kam aber durch Bitte des Kurfürsten wieder frei. Für den brandenburgischen Statthalter im Fürstentum Minden, Graf Johann von Sayn-Wittgenstein, besorgte er das Münzrecht, kaufte sehr viel Silber auf und löste eine regionale Inflation aus. Deswegen kam es zum Prozess mit dem Stadtrat.
Sein Bruder Nini Levi aus Warendorf erhielt 1651 eine ähnliche Vollmacht im Hochstift Münster Bruder Salomon war Vorsteher in Paderborn vor ihm.

## Einzelbelege
1. ↑  Birgit Klein: Levi von Bonn alias Löb Kraus und die Juden im alten Reich. Auf den Spuren eines Verrats mit weitreichenden Folgen. Duisburg 1998, S. 521 ff.
2. ↑  Juden in Herford. Gedenkstätte Zellentrakt im Rathaus Herford, S. 20–26, abgerufen am 7. Februar 2020.
3. ↑  unwahrscheinlich, Verwechslung? Das schwäbische Ravensburg war freie Reichsstadt und hatte seine jüd. Bewohner um 1430 ermordet, vertrieben und mit Bann belegt
4. ↑  Martin Krieg: Die Juden in der Stadt Minden bis 1723, WZ 1937, Internetportal „Westfälische Geschichte“, URL: http://www.westfaelische-zeitschrift.lwl.org online, pdf

| Personendaten    | Personendaten                           |
| ---------------- | --------------------------------------- |
| NAME             | Levi, Behrend                           |
| ALTERNATIVNAMEN  | Levi, Berend; Levi Bär; Levi Warendorf  |
| KURZBESCHREIBUNG | jüdischer Kaufmann und Steuereintreiber |
| GEBURTSDATUM     | um 1600                                 |
| STERBEDATUM      | 1666                                    |